# Tanarctus dendriticus
Tanarctus dendriticus is een soort in de taxonomische indeling van de beerdiertjes (Tardigrada). 
Het diertje behoort tot het geslacht Tanarctus en behoort tot de familie Halechiniscidae. De wetenschappelijke naam van de soort werd voor het eerst geldig gepubliceerd in 1980 door Renaud-Mornant.